# Rangerprogramma

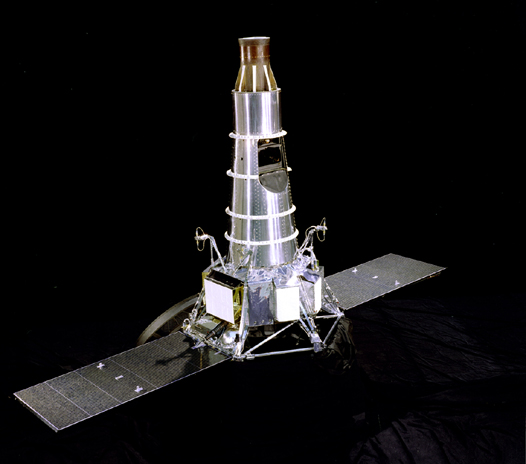
Ranger 7

Het Rangerprogramma was een serie ruimtemissies met onbemande ruimtevaartuigen. Het was de eerste poging van de VS om close-upfoto's van het maanoppervlak te maken.
De Rangers waren niet ontworpen om een zachte landing te maken en dan langdurig onderzoek te doen zoals heden ten dage vaak het geval is, maar om recht op de maan af te vliegen en neer te storten. Tijdens de afdaling naar het oppervlak werden foto's gemaakt en het onderzoek uitgevoerd. Het gros van de opnames was niet superscherp, want NASA hield het aantal beeldlijnen bewust laag. Hoe meer beeldlijnen, des te gedetailleerder het beeld. De Ranger vloog echter met zeer hoge snelheid (bijna 10.000 km/u) op de maan af en moest iedere gemaakte foto tevens overseinen. Om te voorkomen dat de laatste en belangrijkste opnames (vanaf lage hoogte) verloren gingen, omdat het toestel tijdens het verzenden hiervan te pletter sloeg, koos NASA voor een laag oplossend vermogen.
Het Rangerprogramma bestond uit drie blokken van missies. Ieder blok had zijn eigen doelstelling en daarom ook een afwijkend ontwerp van de ruimtesondes in ieder blok.
Oorspronkelijk was het de bedoeling om twaalf missies te lanceren, maar Ranger 10, 11 en 12 werden geannuleerd door de senaat. Reden hiervoor was het falen van de eerste vijf missies. Nadat de nummers 7, 8 en 9 wel succes boekten en vele bruikbare foto's naar de Aarde zonden, trachtten wetenschappers om alsnog toestemming te verkrijgen voor meerdere missies.
De volksvertegenwoordigers vonden dit echter te veel van het goede. NASA was tevens bezig met twee andere onbemande programma's: het Surveyor- en Lunar Orbiterprogramma. Die waren, net als project Ranger, evenmin goedkoop te noemen. Vandaar dat de senatoren hun toestemming hiervoor onthielden.
De totale kosten van het Rangerprogramma bedroegen 170 miljoen dollar.

## Lijst van missies
- Blok 1
  - Ranger 1, gelanceerd op 23 augustus 1961, prototype, lancering mislukte.
  - Ranger 2, gelanceerd op 18 november 1961, prototype, lancering mislukte.
- Blok 2
  - Ranger 3, gelanceerd op 26 januari 1962, maansonde, ruimtevaartuig faalde, maan werd gemist.
  - Ranger 4, gelanceerd op 23 april 1962, maansonde, ruimtevaartuig faalde, ingeslagen op maan.
  - Ranger 5, gelanceerd op 18 oktober 1962, maansonde, ruimtevaartuig faalde, maan werd gemist.
- Blok 3
  - Ranger 6, gelanceerd op 30 januari 1964, maansonde, camera's faalde, ingeslagen op maan.
  - Ranger 7, gelanceerd op 28 juli 1964, inslag op de maan op 31 juli 1964 om 13:25:49 UT Mare Cognitum
  - Ranger 8, gelanceerd op 17 februari 1965, inslag op de maan op 20 februari 1965 om 09:57:37 UT Mare Tranquillitatis
  - Ranger 9, gelanceerd op 21 maart 1965, inslag op de maan op 24 maart 1965 om 14:08:20 UT Alphonsus-krater

Ranger 1 · Ranger 2 · Ranger 3 · Ranger 4 · Ranger 5 · Ranger 6 · Ranger 7 · Ranger 8 · Ranger 9